# Katarzyna Chrzanowska
Katarzyna Chrzanowska (ur. 11 października 1963 w Warszawie) – polska aktorka telewizyjna i filmowa.

## Życiorys

### Edukacja
Po ukończeniu XLI Liceum Ogólnokształcącego im. Joachima Lelewela w Warszawie, rozpoczęła studia w Państwowej Wyższej Szkole Teatralnej i Filmowej w Warszawie, które ukończyła w 1986.

### Kariera
W 1987 odebrała Medal Młodej Sztuki oraz została wyróżniona na XIII Opolskich Konfrontacjach Teatralnych za debiut sceniczny w roli Alicji w spektaklu Dziewictwo Witolda Gombrowicza na scenie Teatru Nowego w Poznaniu, z którym była związana w latach 1986–1987. Po roku pracy w teatrze otrzymała stypendium do Konserwatorium Teatralnego Conservatoire National Superieur d’Art Dramatique w Paryżu, które ukończyła w 1988.
Po debiucie na małym ekranie w serialu TV Żuraw i czapla (1985), po raz pierwszy pojawiła się na kinowym ekranie w roli Róży w młodości w filmie psychologicznym powstałym na podstawie powieści Marii Kuncewiczowej Cudzoziemka (1986), u boku Ewy Wiśniewskiej. Potem zabłysnęła jako licealistka Irena w filmie przygodowym Opowieść Harleya (1987) z Janem Jankowskim i Leszkiem Teleszyńskim.
Popularność w Polsce przyniosła jej rola Ewy Werner w serialu Polsat Adam i Ewa (2000–2001), stworzyła tam parę serialową z Waldemarem Goszczem – po zakończeniu emisji dwójka tych aktorów, nadal była kojarzona przez prasę i media ze sobą.
Aktorka pojawia się także w programach talk-show, np. Rozmowy w toku. W 2007 wystąpiła w roli ogrodniczki w reklamie maści DiFortan. Ostatni raz zagrała w 2010 w serialu Pierwsza miłość. Dopiero po pięciu latach pojawiła się w serialu Prawo Agaty w roli sędzi.

### Życie prywatne
W 1989 poznała przyszłego męża Piotra Niemkiewicza, właściciela firmy zajmującej się konserwacją zabytków. Owocem związku są urodzone w 1993 bliźniaczki: Stefania i Celina. Jej mąż utonął podczas nurkowania w czasie wakacji rodzinnych na Krecie w 2002. Po śmierci Niemkiewicza, w 2003 wróciła do Paryża, gdzie zajęła się prowadzeniem firmy zmarłego męża oraz wychowywaniem córek. Następnie osiedliła się w Hiszpanii.

## Filmografia
Filmy kinowe
- 1986: Cudzoziemka jako Róża w młodości
- 1987: Opowieść Harleya jako Irena
- 2015: Listy do M. 2 jako matka Magdy

Filmy TV
- 1988: Teatrum wiele tu może uczynić... jako aktorka
- 1993: Skutki noszenia kapelusza w maju jako Ania Zarzycka-Michalska

Seriale TV
- 1985: Żuraw i czapla jako Kasia
- 1987: Dorastanie jako Joasia, żona Braniaka
- 1988–1991: Pogranicze w ogniu jako Elza Gurke „Szarotka”, kuzynka Wisnera, agentka Abwehry
- 1988: Crimen jako Ula Bełzecka, córka chorążego
- 1988: Królewskie sny jako branka
- 1994: Jest jak jest jako Justyna, synowa profesora Jędrzejko
- 2000: Na dobre i na złe jako Małgorzata Sawicka
- 2000–2001: Adam i Ewa jako Ewa Werner oraz Róża Przełęcka–Kamieńska, matka Ewy
- 2001: Słoneczna włócznia (Die Sonnenlanze) jako Maria, matka Maksa
- 2007–2008: Samo życie jako Monika Dąbrowska, partnerka Jarka Kubiaka
- 2004–2005: Pensjonat pod Różą jako Monika Łącka, przyjaciółka Dusi
- 2005: Biuro kryminalne jako Ewa Markiewicz (odc. 10)
- 2007: Kryminalni jako Elżbieta Spychowska (odc. 78)
- 2008: Plebania jako Kora, przyjaciółka Janusza Tracza
- 2010: Pierwsza miłość jako Barbara Świętochowska, matka Kaliny
- 2015: Prawo Agaty jako sędzia (odc. 91)
- 2015: Ojciec Mateusz jako Renata Kozak, żona Andrzeja (odc. 184)